# Origin (програма)
Origin — пакет програм фірми OriginLab Corporation для числового аналізу даних та наукової графіки. Працює на комп'ютері з операційною системою Microsoft Windows.

## Опис
Для виконання операцій можна як використовувати інструмент графічного інтерфейсу користувача (діалоги / меню), так і викликати їх в програмах. В Origin включений власний компілятор C/C++ з підтримкою та оптимізацією векторних і матричних обчислень.
Origin створена для створення двовимірної, тривимірної наукової графіки, яка створюється за допомогою готових шаблонів, доступних для редагування користувачем. Також можливо створювати нові власні шаблони. Після створення зображення воно може бути змінене за допомогою меню і діалогів, що викликаються подвійним клацанням миші на його елементах. Можна експортувати отримані графіки і таблиці в ряд форматів, таких як PDF, EPS, WMF, TIFF, JPEG, GIF  та ін.
За допомогою Origin можна проводити чисельний аналіз даних, включаючи різні статистичні операції, обробку сигналів і т. ін.

## Історія версій
- 1993 — Origin 2[3]
- лютий 1995 — Origin 4.1
- серпень 1997 — Origin 5.0
- червень 1999 — Origin 6.0
- сентябрь 2000 — Origin 6.1
- лютий 2002 — Origin 7.0
- жовтень 2003 — Origin 7.5
- жовтень 2007 — Origin 8[4]
- листопад 2009 — Origin 8.1
- жовтень 2010 — Origin 8.5
- квітень 2011 — Origin 8.5.1
- жовтень 2012 — Origin 9.0
- жовтень 2014 — Origin 2015
- жовтень 2015 — Origin 2016
- листопад 2016 — Origin 2017[5]
- листопад 2017 — Origin 2018[6]
- жовтень 2018 — Origin 2019[6]
- жовтень 2019 — Origin 2020[6]
- жовтень 2020 — Origin 2021[6]
- листопад 2021 — Origin 2022[6]
- травень 2022 — Origin 2022b[7]
- листопад 2022 — Origin 2023[6]

## Інтернет-ресурси
- www.originlab.com — Вебсайт [Архівовано 13 серпня 2006 у Wayback Machine.](англ.)
- Строим графики: Microlab Origin 7.5 [Архівовано 8 січня 2020 у Wayback Machine.]